# にわつとむ
にわ つとむ（1974年11月14日 - ）は、日本の俳優である。兵庫県西宮市出身。三田学園高等学校、慶應義塾大学文学部卒業。身長：171 cm。靴のサイズ：26.5 cm、血液型はA型。現在、株式会社Nabura所属。

## 来歴
20代の頃に浅井企画所属のお笑いコンビとして活動していた。現在、元相方は警察官（警部補）になっており、刑事や警察官役をするときは役作りのために教えを請うている。また、吉本興業に所属していた時期もある。
映画『いちばん美しい夏』（監督：ジョン・ウィリアムズ）にて、準主役のマサル役に抜擢され映画デビュー。ジョン・ウィリアムズ監督作品には映画『SADO TEMPEST』でも参加している。
2018年6月30日公開予定のジョン・ウィリアムズ監督の新作映画『審判』（原作：フランツ・カフカ『審判』）で主役に抜擢される。

## 人物
NHK連続テレビ小説『芋たこなんきん』で写真技師・浦田役を演じた際、写真家の高岡ヒロカズにカメラの使い方や写真機の歴史を教わり、その後も交流がある。
ドラマ『マッサン』にて沼田カメラマン役で出演したが、この演技が話題になり、本人のブログへのアクセス数が1日数千件以上になるほどの反響があった。
趣味は野球観戦（阪神タイガースと千葉ロッテマリーンズのファン）と英会話。特技はプロ級の腕前を持つテニス と甲子園出場選手のデータ収集。
好きな食べ物はオムライスとチーズケーキ。尊敬する俳優はショーン・ペン、三國連太郎。

## 出演

### 映画
- カメレオン
- もうひとりの君に…
- 極道戦国志 不動（1996年公開、監督：三池崇史）
- いちばん美しい夏（2001年公開、監督：ジョン・ウィリアムズ） - マサル（※準主演）
- さよならみどりちゃん（2005年8月27日公開、監督：古厩智之） - スナックの常連客
- 檻 Prison Girl（2006年11月11日公開） - 宮本
- こわい童謡 裏の章（2007年公開、監督：福谷修） - 佐光賢治
- 工業哀歌バレーボーイズ THE MOVIE（2008年公開、監督：高明） - 星野薫
- はやぶさ 遥かなる帰還（2012年2月11日公開、監督：瀧本智行） - 沢田真
- てやんDays（2012年9月公開、監督：高明） - 米司
- SADO TEMPEST（2013年公開、監督：ジョン・ウィリアムズ） - 安田幸一
- 新SとM 劇場版（2013年7月13日公開）- 小阪
- RETURN ハードバージョン（2013年8月24日公開、監督：原田眞人）
- 審判（フランツ・カフカ原作）（2018年公開、監督：ジョン・ウィリアムズ） - 主演・木村陽介
- 先生から（2019年10月公開、監督：堀内博志） - 小川（作家）
- ビューティフル、グッバイ（監督：今村瑛一）※ぴあフィルムフェスティバル2019審査員特別賞受賞
- 打姫オバカミーコ（2021年2月5日公開）
- そこからの光（2021年2月6日公開、監督：淀川茂） - 医師
- ALIVEHOON アライブフーン（2022年6月10日公開、イオンエンターテイメント、監督：下山天）
- スポットライトを当ててくれ！（2024年2月24日公開、監督　高明）-田口しずえ役
- 孤独な夜が明けるまで（2025年3月29日公開　監督　高山康平）

### Vシネマ
- ジギリ3
- 勝算〜odds〜（1997年）
- Zero WOMAN 消せない記憶（1997年12月、マクザム）
- ミナミの帝王シリーズ
  - ミナミの帝王 Vol. 41（2002年）
  - ミナミの帝王 -闇の代理人-（2005年）- おかまのヒロミちゃん
  - ミナミの帝王 ヤング編（2006年）
- 鬼魄〜二代目山口登〜（2006年）- 江連広吉
- 工業哀歌バレーボーイズ（2006年）（赤木編・宮本編・谷口編）- 星野薫
- 凶（2012年春）- マサル
- 日本統一外伝 〜山崎一門4〜（2022年） - 盧（千年狼ナンバー2）

### テレビ
- MEN喰 美少年図鑑（テレビ東京）
- 代紋TAKE2（日本テレビ）
- 薔薇の殺意〜虚無への供物（1997年1月26日 - 3月2日、NHK-BS2）- 鴻巣玄次
- 水戸黄門（2002年4月22日、TBS）- 大作
- 連続テレビ小説 まんてん（2002年9月30日 - 2003年3月29日、NHK総合テレビ） - タケシ
- OL銭道（2003年4月11日 - 6月20日、テレビ朝日）- 梶田徹
- 月曜ミステリー劇場 名探偵キャサリン13（2003年11月10日、TBS）
- 航跡〜横山やすしフルスロットル〜（2004年1月18日、関西テレビ）
- 梅の咲く頃（2005年、東海テレビ）
- 密会の宿3（2005年1月26日、テレビ東京）-　坂下巧
- 恋する日曜日 水仙月の四日（2005年10月30日、BS-i）
- 連続テレビ小説 芋たこなんきん（2006年10月2日 - 2007年3月31日、NHK） - 浦田カメラマン
- こどもの事情（2007年8月21日・8月22日、TBS）- 古田
- 経済ドキュメンタリードラマ ルビコンの決断（2009年10月29日、テレビ東京）- 読売新聞記者[12]
- タクシードライバーの推理日誌27〜殺意の産声〜（2010年10月9日、テレビ朝日）- 山岡刑事
- 一休さん（フジテレビ）
  - 一休さん（2012年6月30日） [13]
  - 一休さん2（2013年5月5日）[14]
- 税務調査官・窓際太郎の事件簿24（2012年11月12日、TBS）- 薬局屋の息子
- 相棒（テレビ朝日）
  - season12 第5話「エントリーシート」（2013年11月13日）- 岩井旬
  - season15 第7話「フェイク」（2016年11月23日）- 中山良人[15]
- 生きたいたすけたい（2014年3月11日、NHK）- クロマツ水産加工会社従業員
- マッサン（2014年10月24日、NHK） - 沼田カメラマン
- 動物戦隊ジュウオウジャー（2016年5月1日、テレビ朝日）- 会社員
- 沈まぬ太陽（2016年6月、WOWOW）
- ベイビーステップ（2016年7月、Amazonプライム・ビデオ）- 担任教師
- はじめまして、愛しています。第4話（2016年8月4日、テレビ朝日）
- グ・ラ・メ! -大宰相の料理人-第7話（2016年9月2日、テレビ朝日）- 三戸シェフ
- キャバスか学園 7話（2016年） - サラリーマン
- 痛快TV スカッとジャパン（2017年7月3日、フジテレビ） - 田中幸治
- やすらぎの郷（2017年9月5日、テレビ朝日）
- 探偵物語（2018年4月、テレビ朝日） - 吉沢
- 駐在刑事（2018年12月7日、テレビ東京） - 橋場秀一
- 螢草 菜々の剣　第2話（NHK BSプレミアム） - 大工
- 24 JAPAN 第19話（2021年2月19日、テレビ朝日）

### 舞台
- 近松心中物語（1997年 - 1999年、演出：蜷川幸雄）
- 付き馬屋おえん（1998年）
- ヨコハマ物語（1999年）
- ミュージカル・オカンブロードウェイへ行く（2000年）
- 夫のかわりはおまへん（2001年）
- 青空のピコ（2001年）- 主演
- わだばゴッホになる（2003年）
- もうひとりの君に-夏子-（2006年）- 主役
- 妻への詫び状（2007年5月）
- 佐賀のがばいばあちゃん（2007年8月）
- 夢のひと（2007年12月14日 - 2008年2月2日、演出：マキノノゾミ）
- オープン THE SHOW（2008年4月18日 - 4月29日、演出：吉村ゆう）
- 舟木一夫特別公演（2008年8月1日 - 8月24日）
- 再演 佐賀のがばいばあちゃん（2008年9月25日 - 10月26日、原作：島田洋七/演出：池田政之）
- 新歌舞伎座特別企画 坂本冬美・藤あや子公演（2009年2月28日 - 3月26日）
- projectDREAMER公演2009 Vol.2 世間話2009（2009年12月14日 - 12月21日　演出：中津留章仁）
- 文月堂 第5回公演 夏のサミット2010参加 夜も昼も -Night and Day-（2010年8月14日 - 8月17日）
- 温泉ドラゴン 第2回公演 Birth（2011年2月22日 - 2月27日、脚本・演出：シライケイタ）
- ダムウェイター（2012年3月9日 - 3月11日、演出：アンディ・ユーテック）
- 鍵穴さがし（2015年4月22日 - 4月26日、演出：高明・山本優子）
- 音楽劇「チンチン電車と女学生」（2017年12月、演出：鈴木健之朗）- 東京芸術劇場プレイハウス
- ご組旗揚げ公演「えらばれし」（2021年6月30日～7月4日、演出、山崎遊）-中野MOMO

### 雑誌連載
- 食楽（2006年5月号 - 2007年2月号、徳間書店） - 『厨BOY宣言』[16]

### 声の出演
- ごちそんぐDJ（ごはんとみそしるスペシャル）（2017年11月、NHK　Eテレ）- ごはんくんの声